# ثورة كورش الكبرى 2016
ثورة كورش الكبرى حدثت عام 2016 وهي تجمع محتجين إيرانيين مؤيدين للملكية حدثت عند ضريح كورش الكبير بإيران في يوم كورش العظيم، وتعبيراً عن السخط بسبب الفساد الحكومي ومعارضة الحكم الإسلامي. ردت الحكومة الإيرانية بسجن منظمي الحدث والمتظاهرين وكذلك حظر احتفالات يوم قورش العظيم في السنوات اللاحقة.

## خلفية
كانت الاحتجاجات ناتجة عن قومية ما قبل الإسلام والإعجاب بالملكية الساقطة التي حكمت إيران سابقًا والاستياء من الحكم الإسلامي في إيران.

## المظاهرات
وهتف المتظاهرون الإيرانيون «إيران بلدنا، سايروس أبونا. حكم رجال الدين هو فقط للطغيان والحرب فقط»، «حرية الفكر لا يمكن أن تتم بلحى. لا غزة ولا فلسطين، لن نضحي إلا من أجل إيران». كما أشادت العديد من الهتافات بسلالة بهلوي السابقة مع احتجاج العديد لدعم النظام الملكي السابق للشاه السابق الذي أطاحت به الثورة الإيرانية.

## رد فعل الحكومة الإيرانية
تم القبض على منظمي الاحتجاج بأمر من الحكومة. كما تم منع الإيرانيين من الاحتفال بيوم قورش الكبير في باسارغاد، لكن على الرغم من ذلك عاد آلاف الإيرانيين للاحتفال بهذا اليوم في السنوات التالية. وبعد سنوات من هذه الثورة حاولت حشود من الإيرانيين العودة للتجمع عند قبر قورش، لكن شرطة الولاية والحرس الثوري الإيراني أغلقو جميع الطرق المؤدية إلى القبر القديم. كما وردت أنباء عن قيام قوات حكومية متنكرة بملابس مدنية بضرب الإيرانيين الذين جاؤوا لزيارة الموقع. كما انتقد رجل الدين الشيعي البارز نوري الهمداني مدح قورش الكبير، وقال نقلاً عن الزعيم الأعلى الراحل روح الله الخميني بقوله «أولئك الذين لديهم ميول تجاه كورش هم معادون للثورة».